# Marktplatz (Altlandsberg)

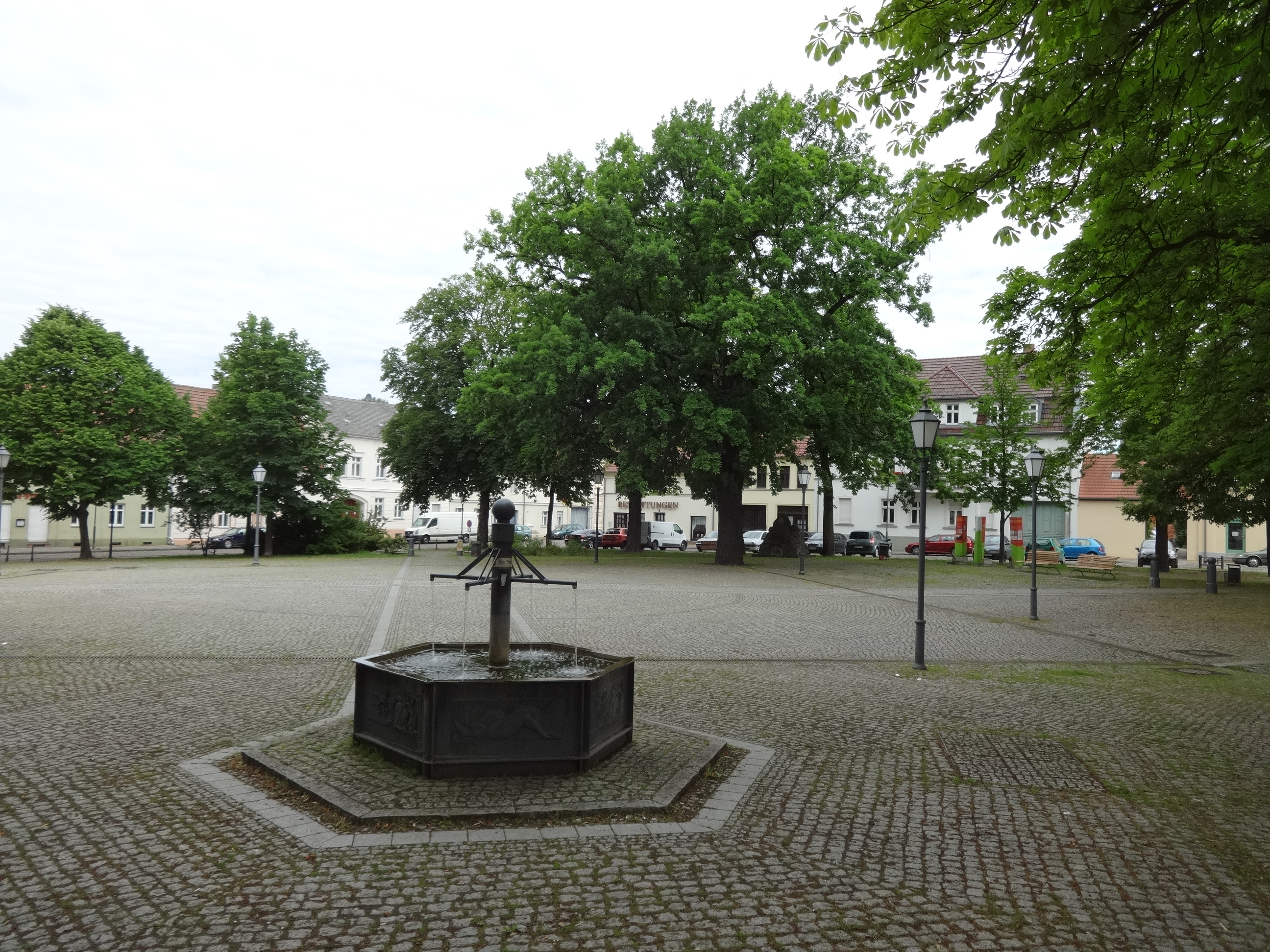
Marktplatz in Altlandsberg

Der Marktplatz Altlandsberg ist der zentrale Platz in Altlandsberg, einer Stadt im Land Brandenburg (Landkreis Märkisch-Oderland). Die Stadt liegt östlich von Berlin im sogenannten „engeren Verflechtungsraum“ der Bundeshauptstadt.

## Lage
Der Platz wird im Norden, Osten und Süden von der umlaufenden Straße Am Markt begrenzt. Westlich führt die Berliner Straße an der rund 70 Meter × 60 Meter großen Fläche vorbei. Im südwestlichen Teil befindet sich die Bushaltestation der Linien 931, 933, 944 sowie R931 und R933 des Verkehrsverbundes Berlin-Brandenburg.

## Geschichte
Der kurbrandenburgisch-preußische Geheime Rat und Diplomat Otto Graf von Schwerin legte den Platz nach dem großen Brand von 1684 auf der freigeräumten Fläche von vier Bürgerhäusern an. Die Ausgestaltung und Pflanzung wurde von den Einwohnern schnell angenommen und der Platz entwickelte sich im 18. und 19. Jahrhundert zu einem Treffpunkt der Altlandsberger Bürger. Sie begrüßten dort beispielsweise hohe Gäste wie Friedrich I. oder Friedrich Wilhelm IV. 1935 errichtete der Handballverein MTV Altlandsberg 1860 zu seinem 75. Jubiläum im nördlichen Bereich des Platzes ein Denkmal für Friedrich Ludwig Jahn. Befreundete Sportgemeinschaften stifteten hierzu mehrere Findlinge. Zur Zeit der Weimarer Republik nutzten paramilitärische Kampfverbände wie der Rote Frontkämpferbund oder die Sturmabteilung der NSDAP den Platz für Aufmärsche und Demonstrationen. Letztere waren es auch, welche die Fläche in der Zeit des Nationalsozialismus in Platz der SA umbenannten. Nach dem Ende des Zweiten Weltkrieges hieß er Platz der Freiheit – und wurde als Ehrenhain umzäunt, um  gefallene sowjetische Soldaten zu bestatten. Nach der Wende erfolgte eine erneute Umgestaltung: Die Gräber wurden 1992 auf die Nordostseite umgebettet und der Platz erhielt seinen alten Namen zurück. 1997 restaurierte man das Denkmal für Turnvater Jahn. Im Südwesten befindet sich ein Marktbrunnen des Graphikers Johannes K. G. Niedlich. Der Platz wird im 21. Jahrhundert für einen Wochenmarkt sowie für kulturelle und sportliche Ereignisse genutzt. Außerdem finden Gedenkveranstaltungen statt.

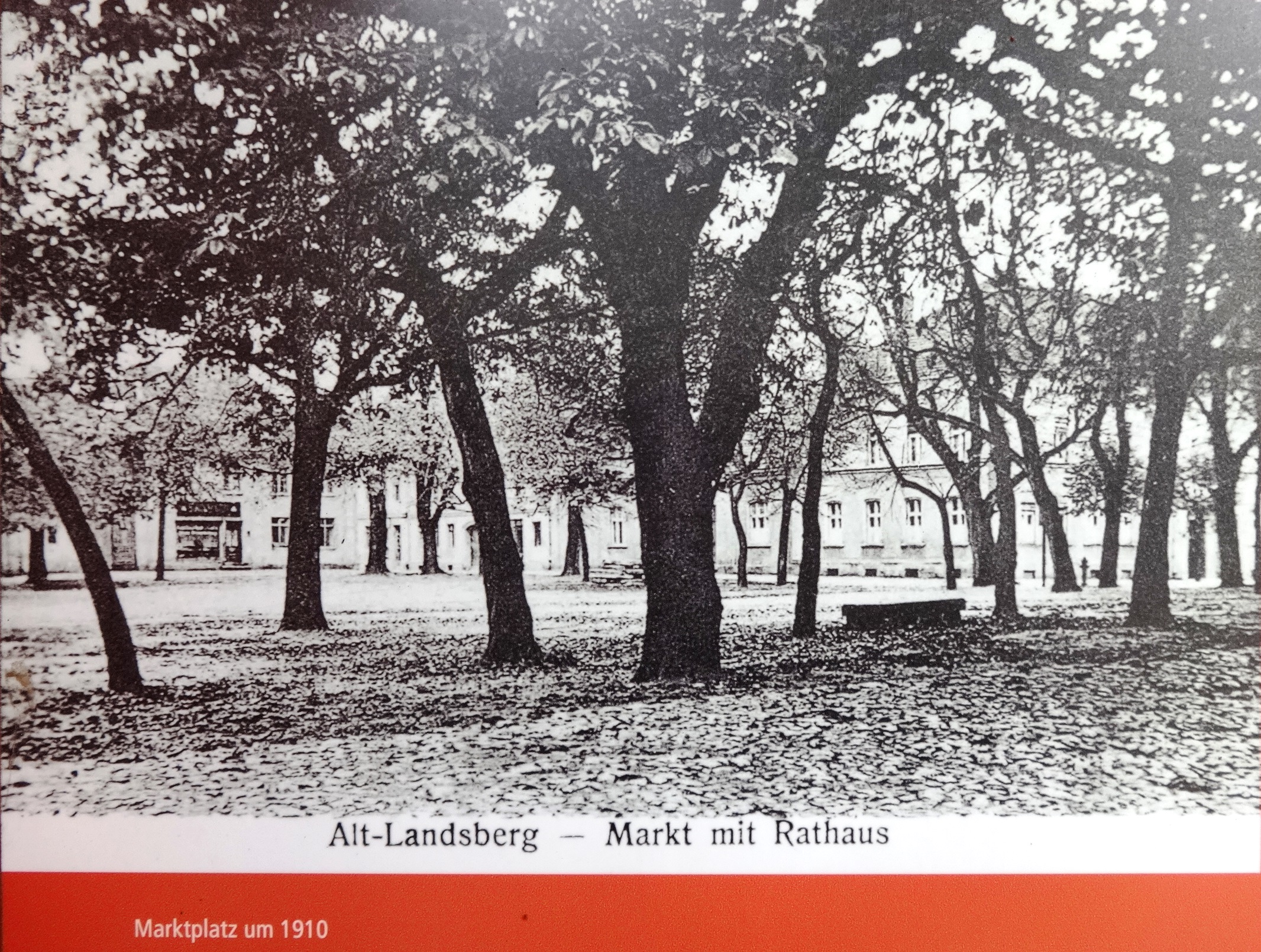
Marktplatz um 1910
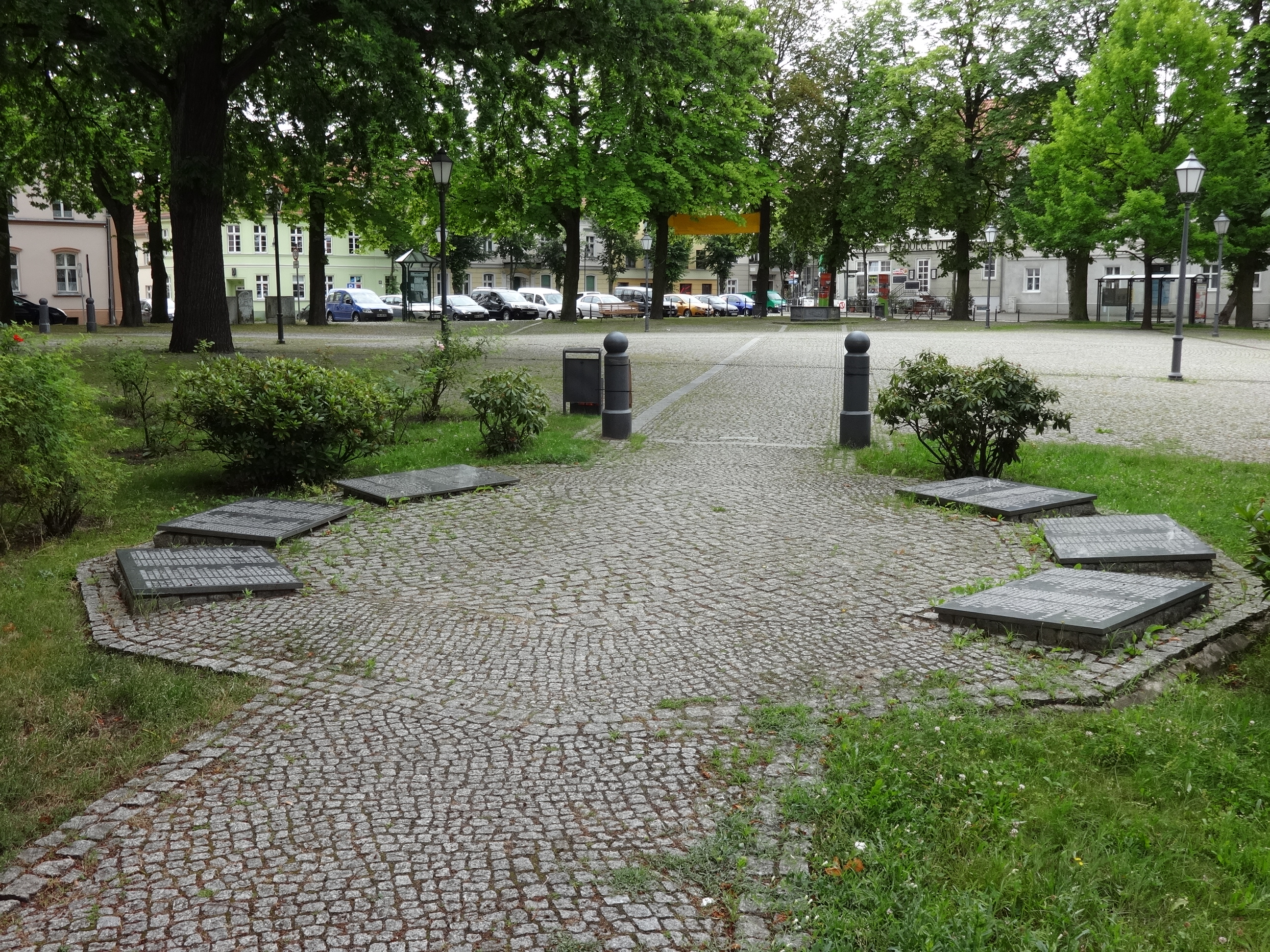
Sowjetisches Ehrenmal
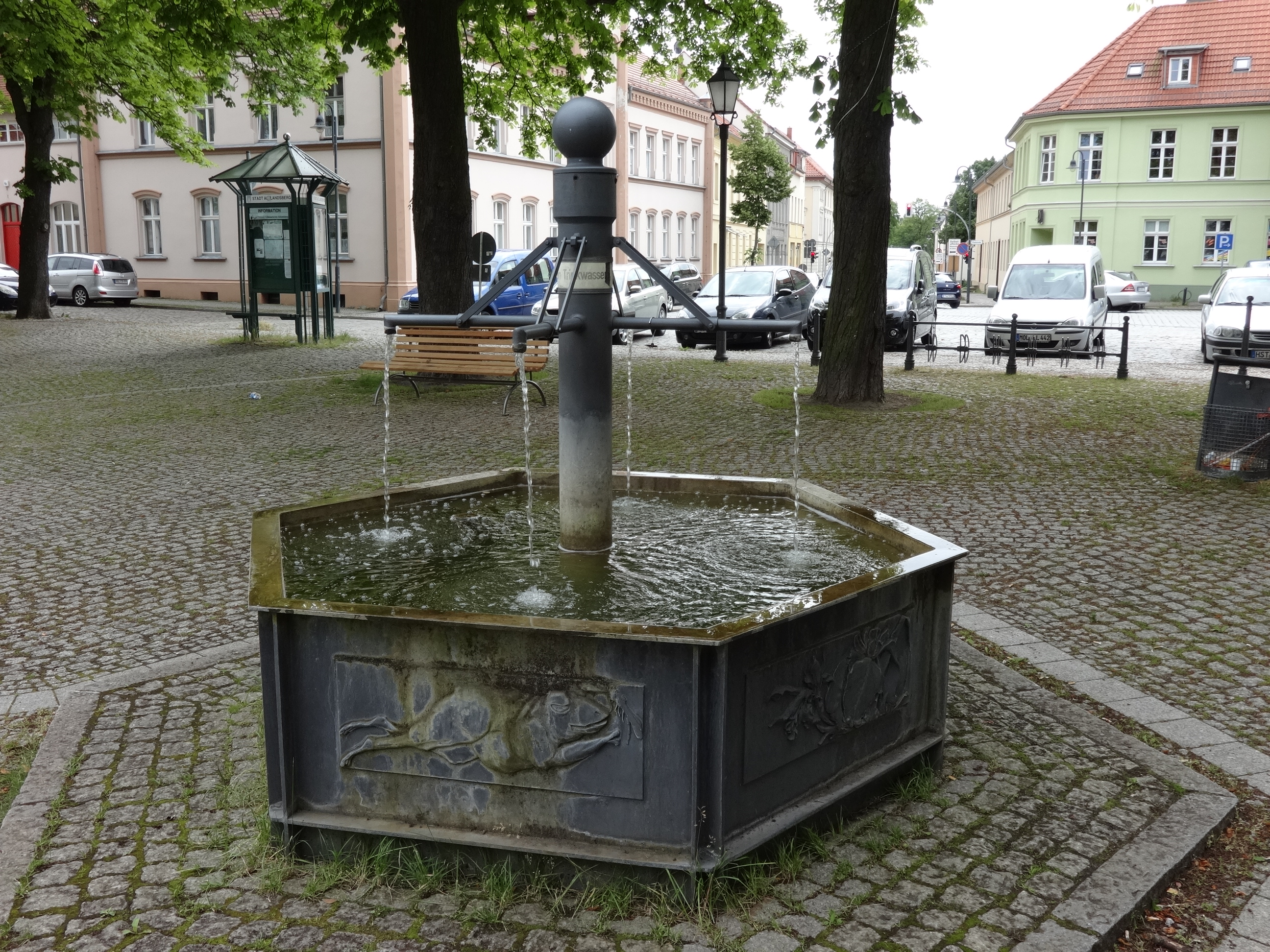
Brunnen von Johannes Niedlich
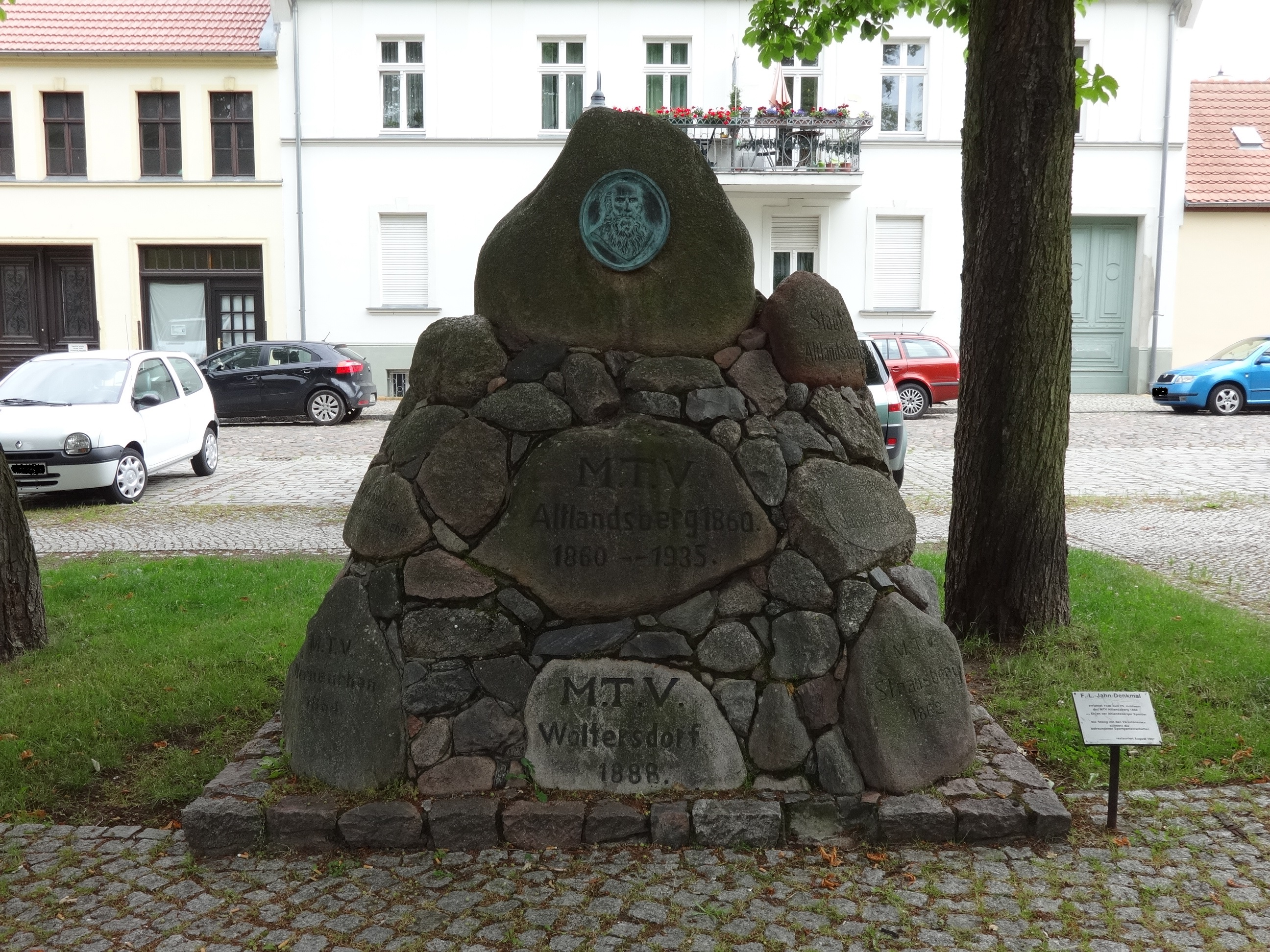
Turnvater Jahn-Denkmal